# Werner von Rosenegg

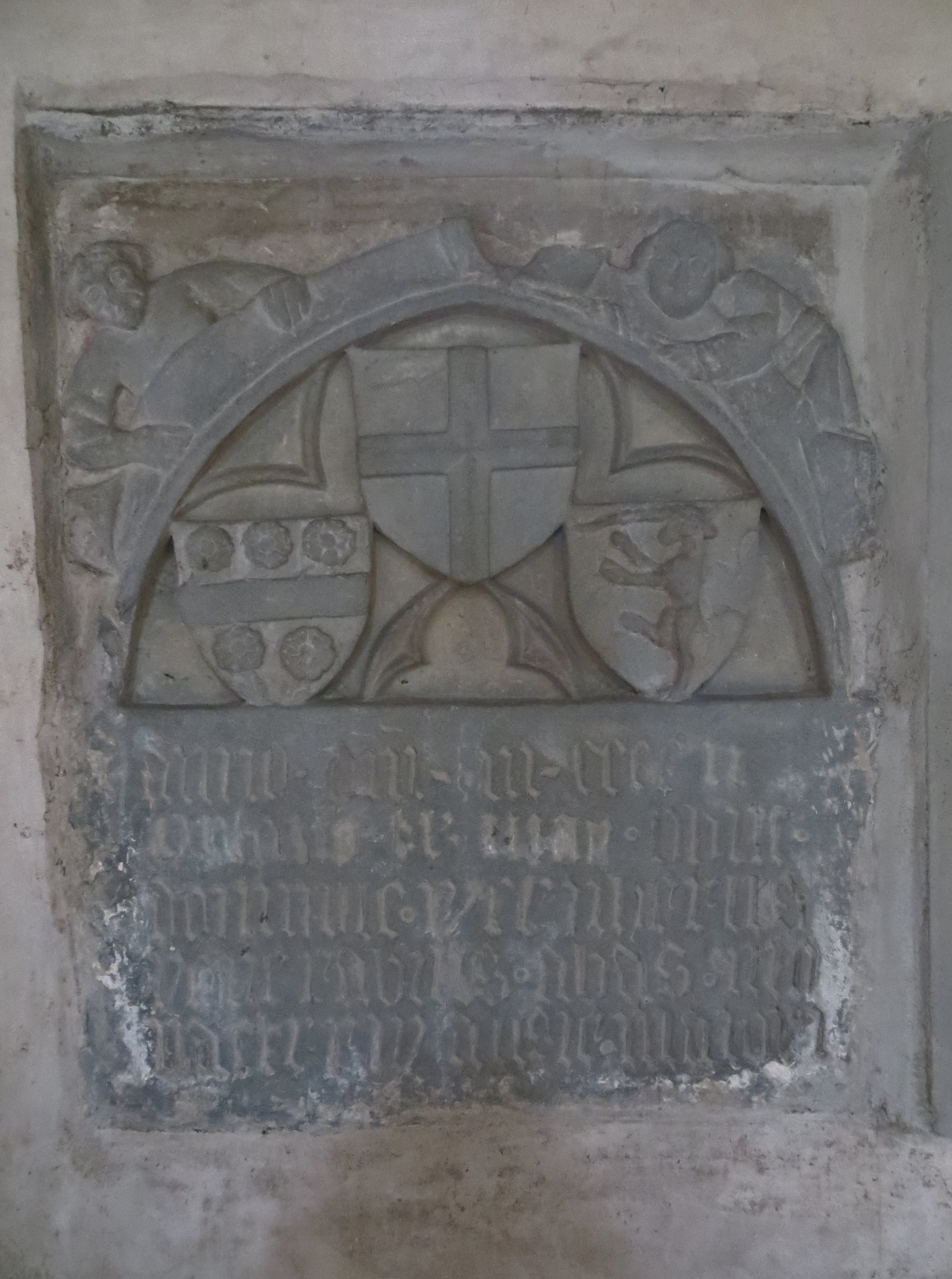
Epitaph des Abts Werner von Rosenegg im Reichenauer Münster

Werner von Rosenegg (1367 erstmals erwähnt; † 24. April 1402 in Reichenau) war von 1385 bis 1402 Abt des Klosters Reichenau.

## Leben

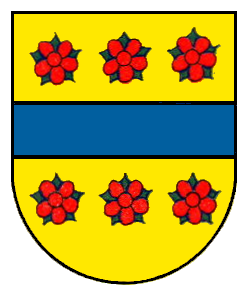
Wappen der Freiherren von Rosenegg

Werner von Rosenegg entstammte dem badischen Adelsgeschlecht der Freiherren von Rosenegg, die ihren Stammsitz auf Burg Rosenegg bei Rielasingen im Hegau hatten. Er war ein Sohn von Hans I. von Rosenegg (1343–1383) und dessen erster Ehefrau, einer Freifrau von Tengen.
1367 wird er als Konventuale des Klosters Reichenau erstmals urkundlich erwähnt. Er war zunächst Leiter des klösterlichen Spitals, Pfarrrektor des dem Kloster Reichenau inkorporierten Pfarrstifts Radolfzell und von 1370 bis zu seiner Ernennung zum Abt im Jahre 1385 Dekan.
Anders als sein Amtsvorgänger Mangold von Brandis befand sich Werner von Rosenegg während des Schismas auf der Seite des römischen Papstes Urban VI. Nachdem Werner 1385 von den Konventsmitgliedern zum Abt gewählt worden war, ersuchte er den Papst um die Bestätigung seiner Wahl, konnte aber aufgrund der Finanzmisere, in der sich das Kloster Reichenau seit Eberhards von Brandis Abbatiat befand, nicht selbst nach Rom reisen. Im April 1386 erhielt er von Urban VI. die Erlaubnis, sich von einem Bischof zum Abt weihen zu lassen und wurde am 29. Juli 1386 vom Augsburger Weihbischof Albert in der Klosterkirche St. Ulrich und Afra in Augsburg geweiht.
Bereits als Dekan hatte Werner sein Klostergelübde gebrochen und einen illegitimen Sohn gezeugt, für dessen Versorgung er auf alle Sondereinkünfte aus seiner Mönchspfründe verzichtete.
Abt Werner von Rosenegg verstarb am 24. April 1402 und wurde im Reichenauer Münster vor dem Altar des heiligen Otmar und Gallus beigesetzt.

## Wirken

### Kirchenpolitische Tätigkeit
Während sich sein Amtsvorgänger Mangold von Brandis im Schisma auf die Seite des avignonesischen Papsttums geschlagen hatte, führte Werner von Rosenegg den Reichenauer Konvent wieder der römischen Obödienz zu und näherte ihn damit nicht nur dem Konstanzer Bistum und Bischof Nikolaus an, sondern sicherte sich auch die Gunst König Wenzels. Wenzel verlieh dem Reichenauer Abt zwei Gerichtsprivilegien, die seine Rechtsposition erheblich verbesserten.
Mit seiner Rückkehr zur römischen Obödienz riskierte Werner von Rosenegg jedoch einen Konflikt mit der habsburgischen Landesherrschaft, der nur verhindert werden konnte, weil nach dem Tod Herzog Leopolds im Jahre 1386 der ebenfalls dem urbanistischen Lager angehörige Herzog Albrecht III. die habsburgischen Gebiete verwaltete.

### Bemühungen um die rechtliche und wirtschaftliche Stellung des Klosters Reichenau
Werners gesamte Amtszeit war überschattet von der finanziellen Notlage seines Konvents, sodass er überwiegend darum bemüht war, diese prekäre wirtschaftliche Situation zu überwinden und die gestärkte Rechtsposition des Inselklosters zu sichern. Die Schuldenlast der Abtei war so hoch, dass sich Werner von Rosenegg 1388 gezwungen sah, die Lehens-, Präsentations- und Investiturrechte aller Reichenauer Pfarreien an die Grafen von Nellenburg zu verpfänden. Trotz aller Bemühungen gelang es ihm nicht, den Klosterhaushalt zu konsolidieren.
1398 erwirkte er von Papst Bonifaz IX. zwei Restitutionsbullen, mit deren Hilfe unrechtmäßig veräußerter Klosterbesitz zurückgefordert werden konnte.
Obwohl die Stadt Konstanz versuchte, die klösterlichen Gemeinden Allensbach, Steckborn, Berlingen und Reichenau ohne die Erlaubnis des Abts in einem Burgrechtsverhältnis zu halten, gelang es Werner von Rosenegg, die Reichenauer Gemeinden wieder stärker an das Kloster Reichenau zu binden, musste sich aber damit abfinden, dass diese Gemeinden noch weitere zehn Jahre das Konstanzer Burgrecht behalten durften.
Werner von Rosenegg ließ die Gebeine des heiligen Markus aus dem Kloster entfernen und nach Radolfzell bringen, wurde aber im Juli 1394 dazu gezwungen, sie wieder auf die Reichenau zurückzubringen. Es ist umstritten, ob er den Reliquienschatz lediglich vor Übergriffen in Sicherheit bringen wollte, mit dem Fortschaffen der Markusreliquien die Klostergemeinden unter Druck setzen wollte, mit denen er sich aufgrund der Verlängerung des Burgrechts mit der Stadt Konstanz in Konflikt befand, oder ob er den Verkauf an die Venezianer plante, um die Finanzlage seines Konvents zu verbessern.
Die Konventsgröße, die aufgrund wirtschaftlicher Stagnation und kirchenpolitischen Konflikten bereits seit Beginn des 13. Jahrhunderts kontinuierlich gesunken war, schrumpfte unter Abt Werner von Rosenegg weiter auf nur zwei Mönche.

### Bautätigkeit
Werner von Rosenegg ließ trotz finanzieller Engpässe nicht nur den bereits unter Abt Diethelm von Castell begonnenen Bau seines Sitzes in Konstanz fertigstellen, sondern auch den Turm in Steckborn instand setzen. Ferner stiftete er dem Reichenauer Münster 1392 eine große Glocke, auf der sowohl das Abteiwappen als auch das Rosenwappen der Freiherren von Rosenegg eingegossen sind.